# 출사동공

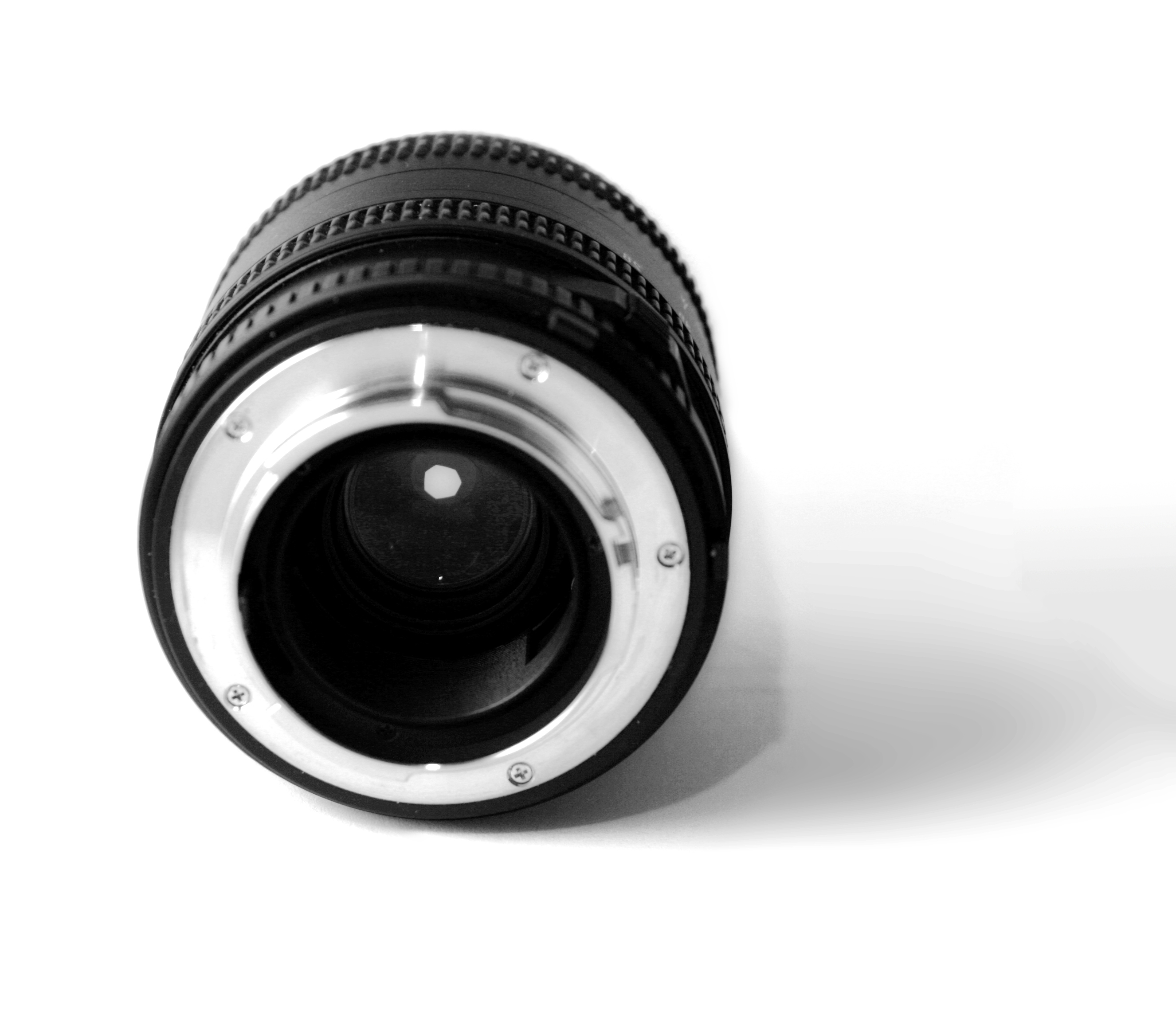
SLR 카메라 렌즈의 화상 측으로 여기서 출사동공은 렌즈 중앙의 밝은 영역이다.

광학에서 출사동공(exit pupil)은 광학 시스템에서 가상의 개구로, 이 가상의 개구를 통과하는 광선만이 시스템에서 나갈 수 있다. 출사동공은 광학 장치에서 개구 조리개의 이미지이다. 망원경이나 복합현미경에서 이 이미지는 접안렌즈 의해 생성된 대물렌즈의 이미지이다. 관찰자의 눈은 이 작은 개구를 통과하는 빛만 볼 수 있기 때문에 이 디스크의 크기와 모양은 광학기기의 성능에 매우 중요하다. '출사동공'이라는 용어는 때때로 가상 개구의 직경을 나타내는 데 사용된다. 광학에 관한 오래된 문헌에서는 출사동공을 영국의 악기 제작자인 제시 램스덴(Jesse Ramsden)의 이름을 따서 명명한 램스덴 디스크로 부르기도 한다.

## 광학 기기
| 인간 안구 동공의 평균 직경 대 나이 | 인간 안구 동공의 평균 직경 대 나이 | 인간 안구 동공의 평균 직경 대 나이 |
| 나이 (세)                          | 주간 (mm)                          | 야간 (mm)                          |
| ---------------------------------- | ---------------------------------- | ---------------------------------- |
| 20                                 | 4.7                                | 8                                  |
| 30                                 | 4.3                                | 7                                  |
| 40                                 | 3.9                                | 6                                  |
| 50                                 | 3.5                                | 5                                  |
| 60                                 | 3.1                                | 4.1                                |
| 70                                 | 2.7                                | 3.2                                |
| 80                                 | 2.3                                | 2.5                                |

이 시스템의 개구는 대물 렌즈의 외주이다. 출사동공은 이것의 이미지이다.

광학 기기를 사용하려면 관찰자 눈의 입사동공이 기기의 출사동공과 정렬되고 그 크기가 유사해야 한다.  이에 의하여 광학 시스템과 눈이 적절하게 연결되고 비네팅이 방지된다. (눈의 입사동공은 각막을 통하여 볼 때의 해부학적 동공의 이미지이다.) 따라서 출사동공의 위치는 접안경의 안구 여유(eye relief)를 결정한다. 좋은 접안렌즈 디자인에서는 눈의 겉보기 동공 직경과 유사한 직경의 출사동공을 생성하고 보는 사람의 편안함을 위해 출사동공이 접안렌즈의 마지막 표면에서 약 20 mm 떨어져 있는 곳에 위치한다. 출사동공 이미지 디스크의 크기가 눈의 동공보다 크면 빛이 눈에 들어오지 않고 손실된다. 디스크가 접안렌즈의 마지막 표면에 너무 가까우면 눈이 불편할 정도로 가까이 있어야 볼 수 있고, 너무 멀리 떨어져 있으면 관찰자는 눈과 디스크의 정렬을 유지하는 데 어려움을 겪게 된다.
안구의 동공 직경은 관찰 조건에 따라 달라지므로 이상적인 출사동공의 직경은 적용 분야에 따라 달라진다. 천체 망원경은 밤에 희미한 물체를 보기 위해 설계되었기 때문에 큰 동공이 필요하지만, 현미경은 물체가 밝게 비춰지기 때문에 이보다 훨씬 작은 동공이 필요하다. 7×50 쌍안경 세트의 출사동공은 7.1 mm를 약간 넘는데, 이는 외부 빛이 없는 환경에서 암적응한 젊은 인간의 안구 평균 동공 크기에 해당한다. 이 경우 접안 렌즈에서 나오는 빛은 눈의 동공을 채우므로 쌍안경을 사용할 때 야간에 밝기가 손실되지 않는다(완전한 투과도를 가정할 때). 주간에는 눈의 동공 직경이 겨우 4mm이므로 빛의 절반 이상이 홍채에 의해 차단되어 망막에 도달하지 않게 된다. 그러나 주간에 빛의 손실은 일반적으로 생성되는 빛의 양이 충분하므로 문제가 되지 않는다. 이와 대조적으로, 소형화에 중점을 두고 판매되는 8×32 쌍안경은 출사동공이 4 mm에 불과하지만, 이는 일반적인 주간 눈의 동공을 채우기에 충분하므로 이 쌍안경은 야간 사용보다 주간 사용에 더 적합하다. 인간 안구에서 동공의 최대 크기는 25세 미만의 경우 일반적으로 5-9 mm이며 아래 표의 대략적인 기준값에서 보여지듯이 나이가 들수록 천천히 감소한다.
최적의 안구 여유 거리도 적용분야에 따라 상이하다. 예를 들어, 라이플 스코프에서는 엽총의 반동에 의하여 관찰자가 다치는 것을 방지하기 위해 매우 긴 안구 여유가 필요하다.
출사동공은 장비를 밝고 형상이 없는 대상에 초점을 맞추고 흰색 용지를 접안렌즈에 대어서 시각화할 수 있다. 이러한 방법에 의하면 광의 디스크가 용지에 투사된다. 용지를 접안렌즈에 더 가까이 또는 더 멀리 이동시켜서 출사동공의 위치에 있을 때 빛의 원반이 최소화되며 밝은 원반은 동공의 직경을 표시한다. 우유등이 담긴 투명한 유리병을 광선을 시각화하는데 사용할 수도 있는데, 이 경우 광선은 접안렌즈를 빠져나갈 때 수렴 및 발산하는 모래시계 모양으로 나타나며 가장 작은 단면(모래시계 모양의 허리)은 출사동공을 나타낸다.

## 망원경
망원경에서 출사동공의 직경은 접안렌즈의 초점거리를 초점 비율 (F 값)로 나누어서 계산할 수 있다. 매우 저렴한 망원경을 제외한 거의 모든 망원경에서는 접안렌즈를 교체할 수 있고 이러한 이유로 접안렌즈에 따라 배율이 달라지므로 망원경에는 배율이 표시되지 않는다. 대신에 일반적으로 망원경의 대물렌즈 직경 D 및 초점 거리 L과 함께 f=L/D에 해당하는 f 값이 표시된다. 접안렌즈에도 각각의 초점 거리가 표시되어 있다.

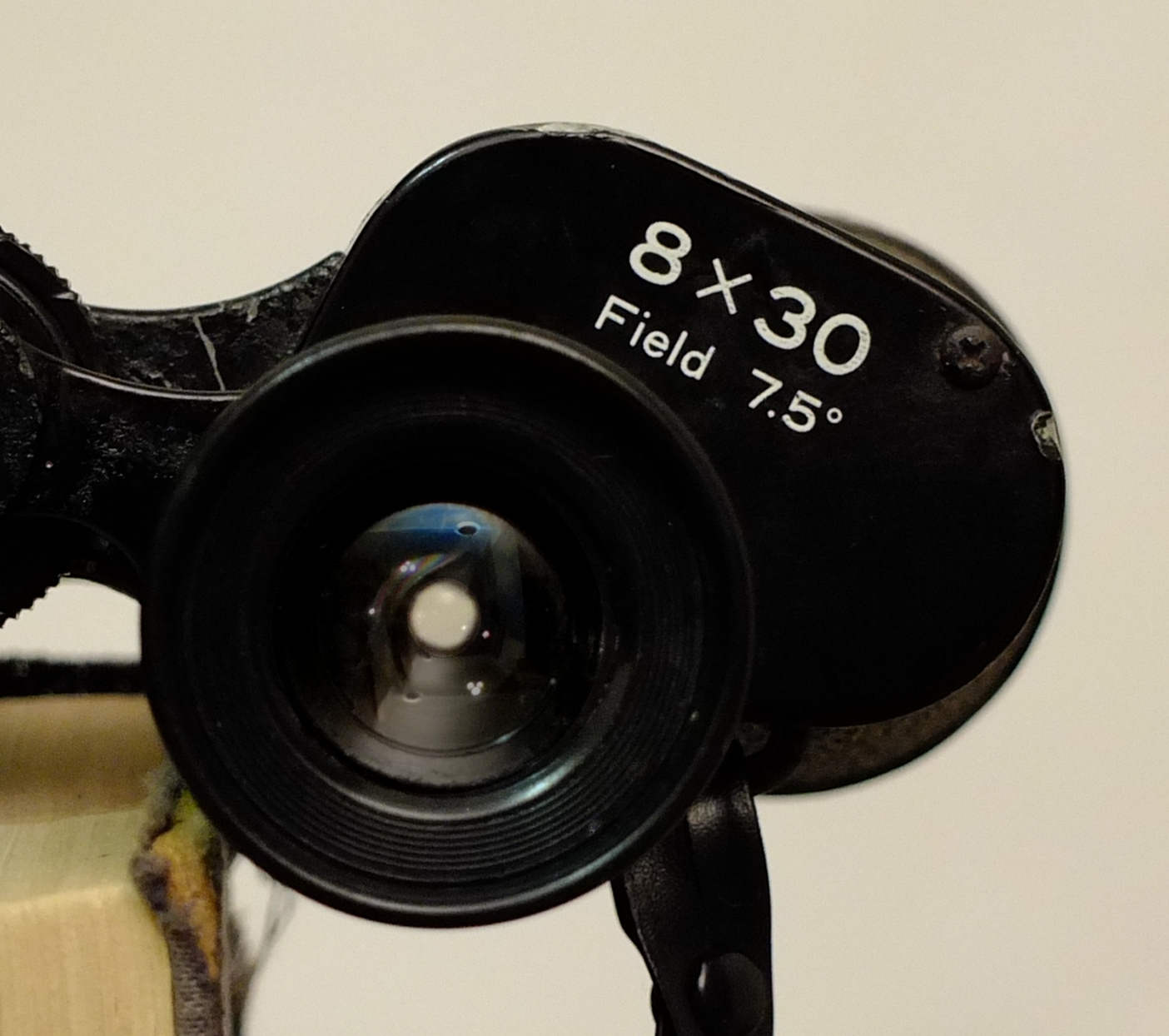
이 8×30 쌍안경의 접안렌즈에서 사출 동공은 흰색 원반으로 보인다. 직경은 30 ÷ 8 = 3.75mm이다.

하지만 쌍안경에서 두 개의 접안경은 일반적으로 영구적으로 부착되며 배율과 대물렌즈 직경(mm)은 쌍안경에 예를 들어 7×50 형식으로 일반적으로 기록된다. 이 경우 출사동공은 대물렌즈의 직경을 배율로 나누어 쉽게 계산할 수 있다. 두 공식은 물론 동등하며 어떤 공식을 사용할지와 관련하여 어떤 정보로 시작하느냐의 문제일 뿐이다.

## 사진술
센서면으로부터 출사동공까지의 거리는 광선이 센서와 이루는 입사각의 범위를 결정한다. 디지털 이미지 센서, 특히 감도를 높이기 위해 마이크로렌즈를 사용하는 경우에는 센서에서 빛을 효율적으로 수용할 수 있는 각도의 범위가 제한되어 있다. 출사동공이 초점면에 가까울수록 필드의 가장자리에서는 입사각이 증가한다. 이로 인하여 픽셀 비네팅이 발생할 수 있다. 이러한 이유로 많은 소형 디지털 카메라(예: 휴대폰에 사용되는 카메라)는 이미지 공간 텔레센트릭적이다.

## 같이 보기
- 투과율(transmittance)
- 다이어프램 (광학)(diaphram)
- 동공 배율(pupil magnification)
- 입사동공